# Lista de rompimentos de barragens de rejeitos
A lista de rompimentos de barragens de rejeitos traz informações sobre rompimentos de barragens de rejeitos de mineração, no mundo.
| Imagem | Caso                                                           | País                                    | Data                    | Referência |
| ------ | -------------------------------------------------------------- | --------------------------------------- | ----------------------- | ---------- |
|        | Rompimento de barragem em Mailuu-Suu                           | República Socialista Soviética Quirguiz | 16 de abril de 1958     |            |
|        | Vazamento na American Cyanamid em 1962                         | Estados Unidos                          | 1962                    |            |
|        | Vazamento de rejeitos de estanho em Huogudu, China             | China                                   | 26 de setembro de 1962  |            |
|        | Desastre de Certej                                             | Roménia                                 | 30 de outubro de 1971   |            |
|        | Desastre de Buffalo Creek                                      | Estados Unidos                          | 26 de fevereiro de 1972 |            |
|        | Vazamento na mina de urânio de Church Rock                     | Estados Unidos                          | 16 de julho de 1979     |            |
|        | Rompimento de barragem em Sipalay                              | Filipinas                               | 8 de outubro de 1982    |            |
|        | Desastre ambiental Ok Tedi                                     | Papua-Nova Guiné                        | 1984                    |            |
|        | Rompimento de barragem em Val di Stava                         | Itália                                  | 19 de julho de 1985     |            |
|        | Desastre da barragem de Merriespruit                           | África do Sul                           | 22 de fevereiro de 1994 |            |
|        | Acidente ambiental na Mina de Omai                             | Guiana                                  | 19 de agosto de 1995    |            |
|        | Desastre da Marcopper Mining                                   | Filipinas                               | 24 de março de 1996     |            |
|        | Desastre de Doñana                                             | Espanha                                 | 25 de abril de 1998     |            |
|        | Vazamento de cianeto de Baia Mare em 2000                      | Roménia                                 | 30 de janeiro de 2000   |            |
|        | Vazamento em mina de carvão em Martin County                   | Estados Unidos                          | 11 de outubro de 2000   |            |
|        | Rompimento da barragem da Rio Pomba Cataguases                 | Brasil                                  | 10 de janeiro de 2007   |            |
|        | Deslizamento de terra em Shanxi em 2008                        | China                                   | 8 de setembro de 2008   |            |
|        | Rompimento da planta do Tennessee Valley Authority em Kingston | Estados Unidos                          | 22 de dezembro de 2008  |            |
|        | Desastre ambiental de Ajka                                     | Hungria                                 | 4 de outubro de 2010    |            |
|        | Catástrofe da barragem de Padcal em 2012                       | Filipinas                               | 1 de agosto de 2012     |            |
|        | Vazamento em mina de carvão em Obed Mountain                   | Canadá                                  | 31 de outubro de 2013   |            |
|        | Likely dam breach                                              | Canadá                                  | 4 de agosto de 2014     |            |
|        | Rompimento de barragem em Itabirito                            | Brasil                                  | 10 de setembro de 2014  |            |
|        | Vazamento tóxico da Gold King Mine em 2015                     | Estados Unidos                          | 5 de agosto de 2015     |            |
|        | Rompimento de barragem em Mariana                              | Brasil                                  | 5 de novembro de 2015   |            |
|        | Contaminação da água em Barcarena                              | Brasil                                  | 16 de fevereiro de 2018 |            |
|        | Rompimento de barragem em Brumadinho                           | Brasil                                  | 25 de janeiro de 2019   |            |
|        | Rompimento de barragem em Machadinho d'Oeste                   | Brasil                                  | 29 de março de 2019     |            |